# 岡本英郎
岡本 英郎（、1960年〈昭和35年〉3月28日 - ）は、日本のデザイナー、メカニックデザイナー、イラストレーター、映画監督。東京都葛飾区亀有出身。別名義に島本高雄がある。

## 経歴
高校当時にイラストに熱中していたところをアニメプロデューサーの野崎欣宏に才能を認められ、18歳で彼からの初仕事としてテレビアニメ『宇宙大帝ゴッドシグマ』の玩具のミニカードを描く。その後、デザイン会社「デザインメイト」への就職を経て独立し、同社のサブマリン、伸童舎、3Dプラネッツなどのスタジオに出入りしていた。『機動戦士Ζガンダム』や『機動戦士ガンダムΖΖ』、『桃太郎伝説 PEACHBOY LEGEND』などのデザインに関わった後、『鎧伝サムライトルーパー』の鎧デザインコンペに「負けたら業界から身を引くつもりで」参加し、採用される。なお、この鎧デザインについては、バンダイ所属当時の村上克司がタカラの商品であるにもかかわらず朝礼で褒めてくれたため、痺れるほど嬉しかったという。
1980年代以降、アニメや特撮のキャラクターデザインを多数手がけているほか、女子プロレスラーのマスクやコスチュームのデザインも手がけている。また、メーカーの都合で当初は名前が伏せられていたが、前述の『鎧伝サムライトルーパー』など、タカラの玩具デザインも手がけている。このほかにも、別名義での文筆業やUMA研究家としての活動も行っており、近年では実写映画の監督業にも進出している。
なお、2013年から2014年末までは株式会社マングローブの取締役も務めていた。

## 人物
怪人デザインにおいては、統一した縛りはない方がいいと述べている。ゴジラシリーズや超星神シリーズなどの東宝特撮での仕事は、造型段階でデザインが変更されたり、急に話が変わっていたりするため、他社とのようなキャッチボールではなく、洞窟へボールを投げているようで手応えがなかったと語っている。
ロックバンド「THEラブ人間」の元ベーシストにして現在は「科楽特奏隊」の隊員かつ「フレンズ」のボーカルを務めるおかもとえみは、実娘である。科楽特奏隊では、岡本がDVDボックスのパッケージイラストを手がけた特撮テレビドラマ『スーパーロボット マッハバロン』の主題歌カバーも披露している。
2022年には、それまでのイラスト業による腱鞘炎で両腕の指がほとんど動かなくなっていることを、インタビューで明かしている。

## 活動

### テレビ作品

#### テレビアニメ
- 1981年 ゴールドライタン（デザインワークス）
- 1981年 銀河旋風ブライガー（メカデザイン・デザインワークス）
- 1982年 銀河烈風バクシンガー（デザインワークス）
- 1983年 銀河疾風サスライガー（メカデザイン・デザインワークス）
- 1984年 装甲騎兵ボトムズ（デザインワークス）
- 1985年 戦え!超ロボット生命体トランスフォーマー（デザインワークス）
- 1985年 機動戦士Ζガンダム（MSデザイン）
- 1986年 機動戦士ガンダムΖΖ（デザインワークス）
- 1988年 鎧伝サムライトルーパー（鎧デザイン）
- 1989年 桃太郎伝説 PEACHBOY LEGEND（ヨロイデザイン）
- 2004年 サムライチャンプルー（ゲスト得物デザイン）
- 2010年 ポケットモンスター ベストウイッシュ（プロップデザイン）
- 2021年 SSSS.DYNAZENON（怪獣デザイン）[12]
- 2022年 KJファイル（怪獣デザイン）[13]
- 2026年 鎧真伝サムライトルーパー（ヨロイギアデザイン原案）

#### 特撮 (テレビ)
- 1987年 超人機メタルダー（キャラクターデザイン）[注釈 3]
- 1993年 特捜ロボ ジャンパーソン（イラストレーション[6]）
- 1994年 忍者戦隊カクレンジャー（キャラクターデザイン）[注釈 4]
- 1995年 重甲ビーファイター（キャラクターデザイン）[注釈 5]
- 1996年 ビーファイターカブト（キャラクターデザイン）[注釈 6]
- 1996年 ウルトラマンティガ（デザインワークス）
- 1997年 ビーロボカブタック（キャラクターデザイン）[注釈 6]
- 1998年 テツワン探偵ロボタック（キャラクターデザイン）[注釈 6]
- 1999年 千年王国III銃士ヴァニーナイツ（アートディレクター）
- 2003年 超星神グランセイザー（デザインワークス）[10][注釈 7]
- 2004年 幻星神ジャスティライザー（検討稿のみ、ノンクレジット）[10]
- 2005年 超星艦隊セイザーX（検討稿のみ、ノンクレジット）[10]
- 2018年 妖ばなし
  - 第22話「袖引小僧」(2018年3月3日) - 監督、脚本
  - 第25話「歌い骸骨」(2018年3月24日) - 監督
  - 第28話「黒塚」(2018年8月11日) - 監督、脚本

### ビデオ作品
※前項に属する作品のビデオ化は除く。

#### アニメ（ビデオ）
- 1986年 デルパワーX 爆発みらくる元気!!（メカニックデザイン）
- 1996年 機動戦士ガンダム 第08MS小隊 宇宙世紀余話（イラストレーション）
- 1997年 旭日の艦隊（メカニックデザイン）[注釈 8]

#### 特撮（ビデオ）
- 1999年 仮面天使ロゼッタ 漆黒のフレイア（キャラクターデザイン）
- 2000年 魔神騎士ジャック☆ガイスト（キャラクターデザイン）[注釈 9]

### 映画
※前項に属する作品の映画化は除く。
- 1994年 ヤマトタケル（デザインワークス）[2]
- 1995年 ゴジラvsデストロイア（デザインワークス）[2][注釈 10]
- 1996年 モスラ（デザインワークス）[注釈 10]
- 1997年 モスラ2 海底の大決戦（デザインワークス）[注釈 10]
- 1999年 ゴジラ2000 ミレニアム（デザインワークス）[2][注釈 11]
- 2012年 THRILLER〜究極の告白（監督）

### イラストレーション
- 1980年 伝説巨神イデオン（ポスターイラスト）
- 1981年 宇宙大帝ゴッドシグマ（カードイラスト）
- 1988年 山本正之'88（イラストレーション）
- 1990年 超熱血ゴーカイザー （著/とまとあき・塚本裕美子）（イラスト）[14]
- 1991年 超魔神伝説 （著/荒川稔久）（イラストレーション）[注釈 12]
- 1994年 ミラーマン 鏡の黙示録（著/野添梨麻）（イラストレーション）
- 1994年 機動戦士Vガンダム（イラスト）
- 1995年 機動武闘伝Gガンダム（イラスト）
- 2001年 機動戦士ガンダムSEED ASTRAY（イラスト）
- 2007年 機動戦士ガンダム00（イラスト）
- 2013年 ジャパンタイムズ8月16日（オリジナルロボットイラスト）

### その他
玩具
- 1980年 ダイアクロン（イラスト）
- 1982年 マシンロボ（イラスト）

モデルグラフィックス
- 強襲！バクライオー（メカデザイン）

ドラマCD
- 2013年 スーパーロボット捕物帖 銀河御承知ガッテンダー（原作・監督・演出・メカイラスト）

ゲーム
- 1986年 高機動戦闘メカ ヴォルガードII（メカデザイン）

雑誌
- 1994年 てれびくん 電光超人グリッドマン 魔王の逆襲（グリッドマンシグマデザイン）

ネット配信
- 2022年 闇芝居